# باکونی‌کوتی
باکونی‌کوتی (به مجاری: Bakonykúti) یک شهرداری در مجارستان است که در ناحیه سکش‌فهروار واقع شده‌است. باکونی‌کوتی ۱۲٫۴۶ کیلومتر مربع مساحت و ۱۰۶ نفر جمعیت دارد.